# Ning Zhongyan
Ning Zhongyan (Mudanjiang, 3 november 1999) is een Chinese langebaanschaatser gespecialiseerd in de 1000 en 1500 meter. Coach in seizoen 2022/2023 was Jan Bos. Sinds 2023/2024 schaatst Ning bij Team Gold van Johan de Wit.
Ning won op 8 december 2019 als eerste Chinese man een 1500 meter voor de wereldbeker. In Nur-Sultan klopte de Chinees Patrick Roest in een nieuw baanrecord. Hij werd dat seizoen vierde op die afstand op de WK afstanden. Als gevolg van de Coronapandemie nam Ning in het seizoen 2020-2021, evenals andere Aziatische schaatsers, niet deel aan internationale wedstrijden. Op 12 december 2021 won Ning in Calgary als eerste Chinees de 1000 meter in wereldbekerverband met 1.06,65.
Op het Wereldkampioenschap sprint van 2024 in Inzell wist Ning goud te behalen, voor Jenning de Boo en Laurent Dubreuil.

## Persoonlijke records
| Afstand      | Tijd     | Datum            | Baan           |
| ------------ | -------- | ---------------- | -------------- |
| 500 meter    | 34,47    | 8 maart 2024     | Inzell         |
| 1000 meter   | 1.06,53  | 17 februari 2024 | Calgary        |
| 1500 meter   | 1.42,33  | 16 februari 2020 | Salt Lake City |
| 3000 meter   | 3.46,51  | 23 februari 2019 | Calgary        |
| 5000 meter   | 6.34,51  | 23 augustus 2019 | Calgary        |
| 10.000 meter | 13.59,32 | 10 januari 2020  | Changchun      |

(laatst bijgewerkt: 8 maart 2024)

## Resultaten
| Jaar | WK Sprint               | WK Afstanden                                    | Olympische Spelen                                 |
| ---- | ----------------------- | ----------------------------------------------- | ------------------------------------------------- |
| 2019 |                         | 14e 1000m 6e 1500m 12e massastart DQ teamsprint |                                                   |
| 2020 | 12e (21e, 10e, 19e, 8e) | 16e 1000m · 4e 1500m · teamsprint               |                                                   |
| 2022 |                         |                                                 | 5e 1000m 7e 1500m 12e massastart 8e achtervolging |
| 2023 |                         | 15e 1000m 9e 1500m DNF teamsprint               |                                                   |
| 2024 | · (5e, , )              | 1000m · 4e 1500m · 4e teamsprint                |                                                   |
| 2025 |                         | 16e 1000m · 4e 1500m · teamsprint               |                                                   |

(#, #, #, #) = afstandspositie op sprinttoernooi (500m, 1000m, 500m, 1000m).